# 皇冠山
皇冠山是中國的山峰，位於新疆維吾爾自治區，距離喬戈里峰約42公里，屬於喀喇崑崙山脈的一部分，海拔高度7,295米，日本探險隊在1993年首次登頂。